# Scrambled Wives (commedia)
Scrambled Wives è una commedia in tre atti scritta nel 1920 da Adelaide Matthews e Martha M. Stanley, ambientata nella residenza degli Halsey nelle Thousand Islands.
Lo spettacolo restò in scena per sessanta recite. Prodotta da Adolph Klauber che ne fu anche il regista, la commedia aveva debuttato il 5 agosto 1920 al Fulton Theatre di Broadway.

## Cast della prima
La prima fu a Broadway il 5 agosto 1920.
- Juliette Day: Lucile Smith
- Roland Young: John Chiverick
- Glenn Anders: Larry McLeod
- Elise Bartlett: Connie Chiverick
- Louis Albion: Benjamin Halsey
- Betty Barnicoat: Bessie Carlton
- Marie Chambers: Beatrice Harlow
- Margaret Hutchins: Margaret Halsey
- William Lennox: Martin
- James Lounsbery: Dicky Van Arsdale

## Adattamenti
Trasposizioni cinematografiche:
- Scrambled Wives, regia di Edward H. Griffith (1921)